# 携帯移動地球局
携帯移動地球局（けいたいいどうちきゅうきょく）は、無線局の種別の一つである。衛星電話端末が含まれる。

## 定義
総務省令電波法施行規則第4条第1項第20号の8に「自動車その他陸上を移動するものに開設し、又は陸上、海上若しくは上空の一若しくは二以上にわたり携帯して使用するために開設する無線局であつて、人工衛星局の中継により無線通信を行うもの（船舶地球局及び航空機地球局を除く。） 
また、第3条第2項第3号には、携帯移動衛星業務を「携帯移動地球局と携帯基地地球局との間又は携帯地球局相互間の無線通信業務」と定義している。
引用の促音の表記は原文ママ
関連する定義が無線設備規則に
- 「携帯移動衛星データ通信」を第3条第8号に「電気通信業務を行うことを目的として開設された携帯基地地球局と携帯移動地球局との間で、主としてデータ伝送のために行われる無線通信及びその無線通信を制御するために行われる無線通信」
- 「携帯移動衛星通信」を第3条第9号に「電気通信業務を行うことを目的として開設された携帯基地地球局と携帯移動地球局との間で、主として通話のために行われる無線通信及びその無線通信を制御するために行われる無線通信」
- 「防災対策携帯移動衛星通信」を第3条第9号の2に「公共業務を行うことを目的として開設された携帯基地地球局と携帯移動地球局との間で、主として防災対策のために行われる無線通信及びその無線通信を制御するために行われる無線通信」

とある。

## 概要
インマルサットやワイドスターなどの可搬型衛星電話やデータ通信の端末のことである。
地球局の一種であり、携帯移動業務における携帯局に相当するものでもある。
沿革にみるように従前は陸上移動地球局とよばれ、陸上移動業務における陸上移動局に相当するものであった。
後に携帯移動衛星業務が定義され、携帯局に相当するものとなった。
当初は陸上のみで使用されていた可搬型衛星電話などを海上や上空で使えるよう制度を改正した形となる。
これは、電波法令制定時には移動業務の中に携帯移動業務が無く、後に追加された形に似ている。

## 免許
外国籍の者に免許は原則として与えられないことは電波法第5条第1項に定められているが、第2項に例外が列挙され
- 第8号　電気通信業務を行うことを目的として開設する無線局

があり、外国人や外国の会社・団体でも携帯移動地球局を開設できる。 
電気通信業務用携帯移動地球局と防災対策携帯移動衛星通信用携帯移動地球局は特定無線局として包括免許される。
包括免許以外でも、ほとんどの場合適合表示無線設備を使用することとなるので簡易な免許手続の規定が適用され、予備免許や落成検査が省略されて免許される。
種別コードはTUP。
免許の有効期間は5年。
但し、包括免許以外の免許は当初に限り有効期限は4年をこえて5年以内の5月31日

となる。
用途
局数の推移に見るように、電気通信業務用がすべてであったが、防災対策携帯移動衛星通信が定義された後は防災対策用にも使用が開始された。
局数
包括免許の無線局免許状に記載される指定局数とは開設可能な局数の上限である。すなわちすべてが稼動しているとは限らない。

### 旧技術基準の機器の使用
無線設備規則のスプリアス発射等の強度の許容値に関する技術基準改正

により、旧技術基準に基づく無線設備が免許されるのは「平成29年11月30日」まで
、
使用は「平成34年11月30日」まで

とされた。
対象となるのは、
- 「平成17年11月30日」[5]までに製造された機器または認証された適合表示無線設備
- 経過措置として、旧技術基準により「平成19年11月30日」までに製造された機器[6]または認証された適合表示無線設備[7]

である。
新規免許は「平成29年12月1日」以降はできないが、使用期限はコロナ禍により「当分の間」延期された。
詳細は無線局#旧技術基準の機器の使用を参照。

## 運用
無線局運用規則第9章 宇宙無線通信の業務の無線局の運用による。

## 操作
電波法施行規則第33条の無線従事者を要しない「簡易な操作」から携帯移動地球局に係わるものを掲げる。
- 第2号　特定無線局の無線設備の通信操作及び当該無線設備の外部の転換装置で電波の質に影響を及ぼさないものの技術操作
- 第4号(4)　特定無線局以外の無線設備の通信操作
- 第7号(6)　特定無線局以外の無線設備の外部の転換装置で電波の質に影響を及ぼさないものの技術操作で他の無線局の無線従事者に管理されるもので別に告示するもの
  - これに基づく告示[10]に定める次のもの

(一)　携帯移動衛星データ通信を行うもの
(二)　携帯移動衛星通信を行うもの
(三)　インマルサット人工衛星局の中継により通信を行うもの
(四)　設備規則第49条の24の2において無線設備の条件が定められているもの（ESV（船上地球局）と通称される海上用電気通信事業用のもの）
設備規則は無線設備規則の略
- 第8号　その他に別に告示するもの
  - これに基づく告示[11]にあるプレストーク方式による無線電話の送受切替装置の技術操作

衛星電話端末は特定無線局であるので上記の第2号および第7号(6)により、一般的な携帯電話端末と同様に無線従事者を要しない。
特定無線局でなくとも、人工衛星局は無線従事者により管理されるので、上記の第4号(4)および第7号(6)により無線従事者を要しない。

## 検査
- 落成検査は、特定無線局は包括免許されるため、適合表示無線設備は簡易な免許手続が適用されるため行われない。
- 定期検査は、電波法施行規則第41条の2の6第19号により行われない。
- 変更検査は、落成検査と同様である。

## 沿革
1992年（平成4年）
- 陸上移動地球局が「自動車その他陸上を移動するものに開設し、又は携帯して使用するために開設する無線局であつて、人工衛星局の中継により無線通信を行うもの」と、同時に陸上移動衛星業務が「陸上移動地球局と基地地球局との間又は陸上移動地球局相互間の無線通信業務」と定義、無線局免許証票も備え付けるものに[12]

引用の促音の表記は原文ママ
- 陸上移動衛星データ通信が「電気通信業務を行うことを目的として開設された基地地球局と陸上移動地球局との間で、主としてデータ伝送のために行われる無線通信及びその無線通信を制御するために行われる無線通信」と規定[13]
- 無線業務日誌の備付けは不要に[14]

1993年（平成5年）
- 電波利用料制度化、電波法別表第6第5項の「自動車、船舶その他の移動するものに開設し、又は携帯して使用するために開設する無線局であって、人工衛星局の中継により無線通信を行うもの」が適用
- 毎年一定の告示[15]で定める日が免許の有効期限に[16]
  - 以後、免許の有効期限は免許の日から4年を超えて5年以内の5月31日までとなる。

1994年（平成6年）- 電気通信事業用陸上移動地球局の無線局免許証票の備付けが廃止
1995年（平成7年）
- 陸上移動地球局が携帯移動地球局に、陸上移動衛星業務が携帯移動衛星業務に改められ定義が現行のものに[18]
- 国内移動衛星通信が「国内通信のための電気通信業務を行うことを目的として開設された携帯基地地球局と携帯移動地球局との間で、主として通話のために行われる無線通信及びその無線通信を制御するために行われる無線通信」と規定[19]

1997年（平成9年）　
- 陸上移動衛星データ通信が携帯移動衛星データ通信に、国内移動衛星通信が携帯移動衛星通信に改められ現行と同様に規定[20]
- 電気通信業務用携帯移動地球局が特定無線局に[21]
  - 特定無線局は免許の有効期間が免許の日から5年間、無線局免許証票の備付けを要しない。
- 携帯移動地球局は定期検査を要しないものに[22]

1998年（平成10年）- 外国籍の者が電気通信事業用の携帯移動地球局を開設できることに
2017年（平成29年）- 防災対策携帯移動衛星通信が定義、これ用の携帯移動地球局は特定無線局に
2018年（平成30年）- 無線局免許状は常置場所に備え付けるものとされ、無線局免許証票の備付けは廃止
| 年度                                                                            | 平成13年度末 | 平成14年度末 | 平成15年度末 | 平成16年度末 | 平成17年度末 | 平成18年度末 |
| ------------------------------------------------------------------------------- | ------------ | ------------ | ------------ | ------------ | ------------ | ------------ |
| 総数                                                                            | 39,365       | 41,084       | 43,649       | 46,221       | 52,436       | 59,488       |
| 電気通信業務用                                                                  | 39,365       | 41,084       | 43,649       | 46,221       | 52,436       | 59,488       |
| 年度                                                                            | 平成19年度末 | 平成20年度末 | 平成21年度末 | 平成22年度末 | 平成23年度末 | 平成24年度末 |
| 総数                                                                            | 67,873       | 75,123       | 78,981       | 82,808       | 97,603       | 118,303      |
| 電気通信業務用                                                                  | 67,873       | 75,123       | 78,981       | 82,808       | 96,573       | 117,903      |
| 年度                                                                            | 平成25年度末 | 平成26年度末 | 平成27年度末 | 平成28年度末 | 平成29年度末 | 平成30年度末 |
| 総数                                                                            | 129,471      | 129,505      | 132,511      | 134,581      | 134,429      | 134,188      |
| 電気通信業務用                                                                  | 129,471      | 129,505      | 132,511      | 134,581      | 134,429      | 134,185      |
| 年度                                                                            | 令和元年度末 | 令和2年度末  | 令和3年度末  | 令和4年度末  |              |              |
| 総数                                                                            | 135,926      | 134,535      | 131,756      | 137,104      |              |              |
| 電気通信業務用                                                                  | 135,817      | 133,863      | 131,084      | 136,432      |              |              |
| 各年度の用途・局種別無線局数による。 特定無線局については開設局数が計上される。 |              |              |              |              |              |              |